# Kawai (Nara)
Kawai (jap. 河合町 Kawaichō) ist eine Stadt (-chō) im Kreis (-gun) Nord-Katsuragi (Kita-Katsuragi) der japanischen Präfektur (-ken) Nara.

## Geographie
Kawai liegt im Nara-Becken im Nordwesten von Nara südwestlich der Hauptstadt Nara und der Stadt [Yamato-]Kōriyama. Der Fluss (-gawa) Yamato bildet die nördliche Gemeindegrenze.
Angrenzende Gemeinden der Stadt Kawai sind die Städte Ōji, Kanmaki, Kōryō im Kreis Nord-Katsuragi, die Städte Ikaruga und Ando im Kreis Ikoma sowie die Städte Kawanishi und Miyake im Kreis Shiki.

## Geschichte

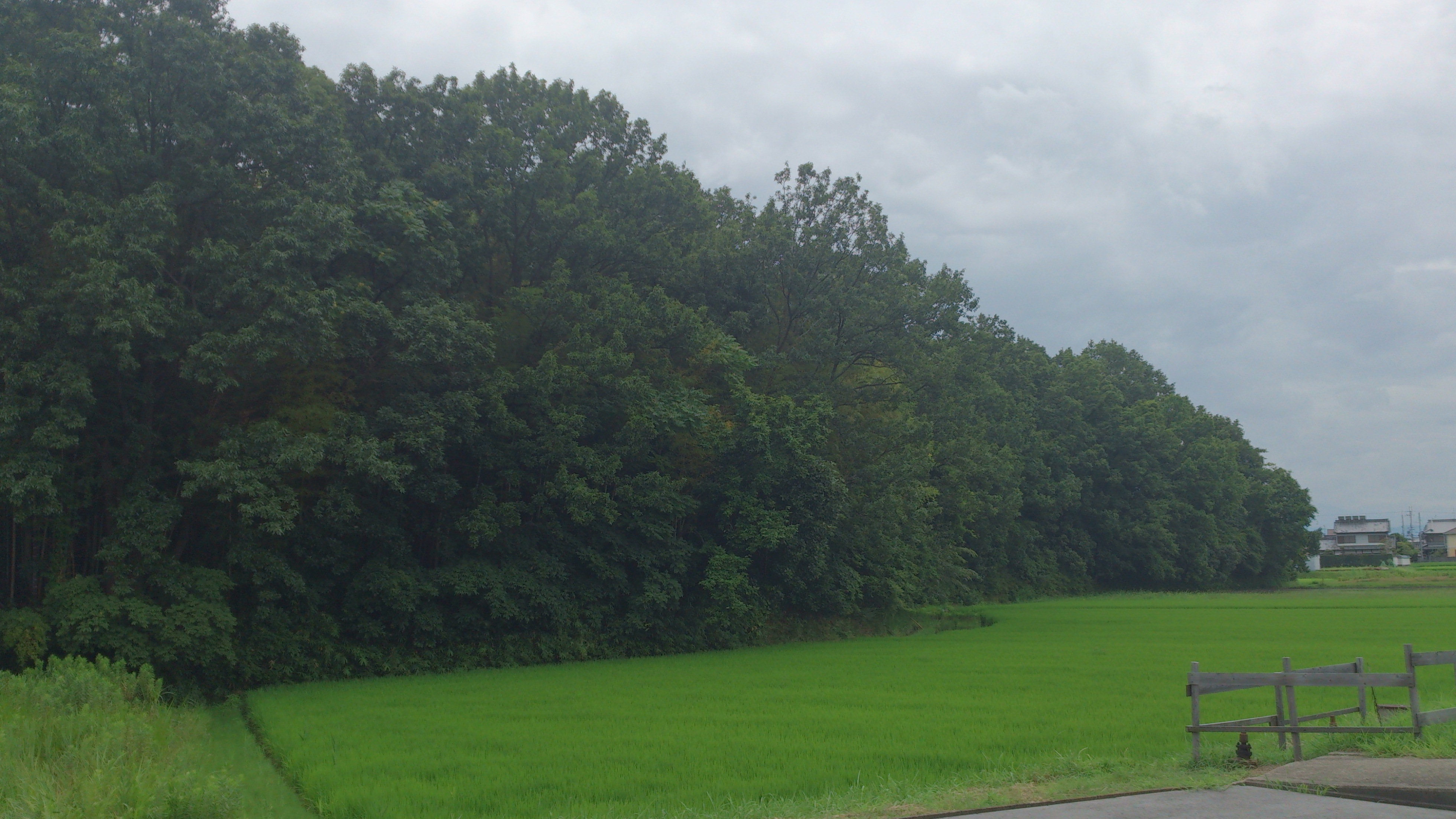
[Kawai-]Ōtsukayama-Kofun

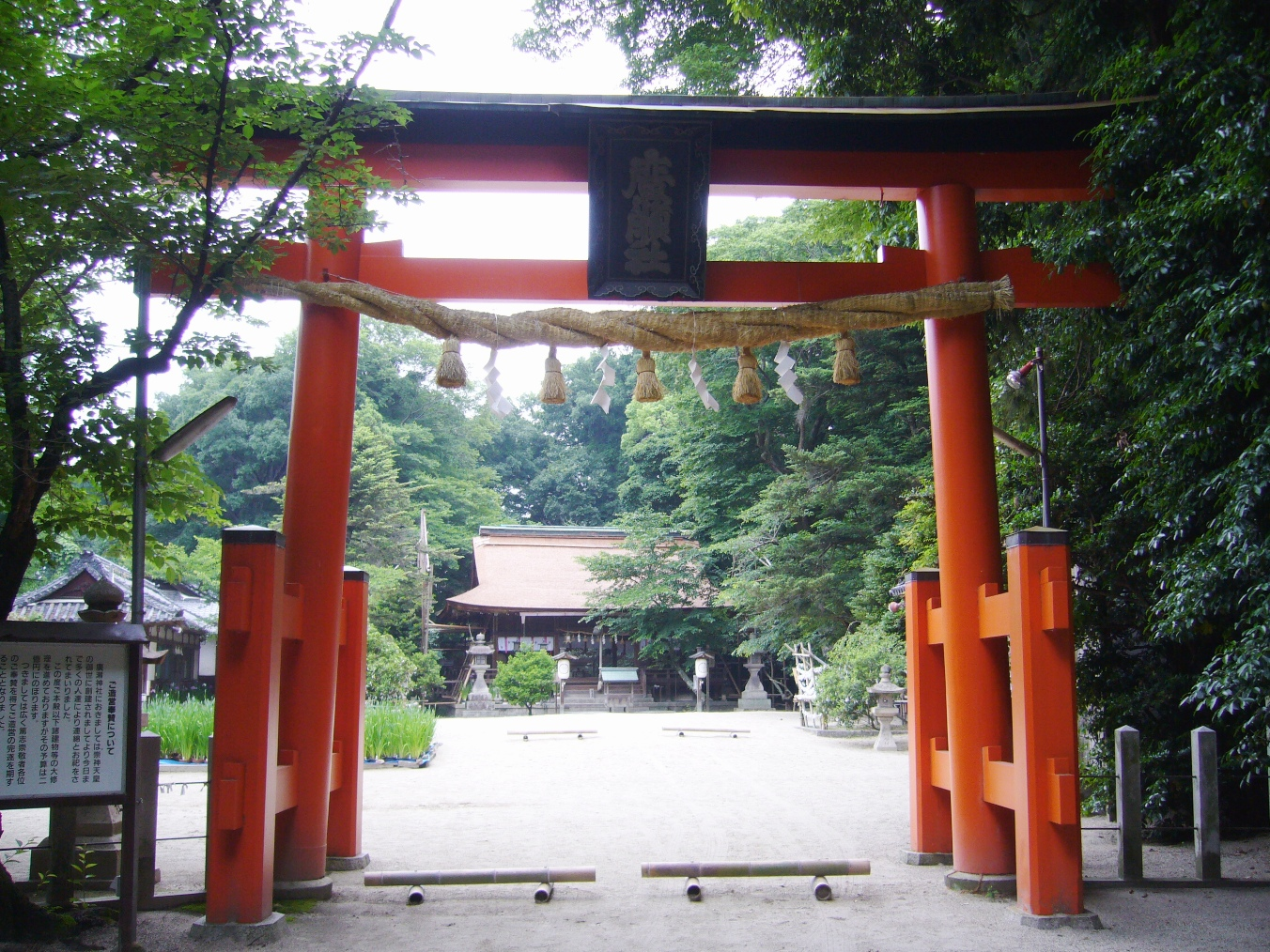
Der Hirose-Schrein/-Großschrein (Hirose-jinja/-taisha) am Ostrand von Kawai gewann in der Zeit des Engishiki Bedeutung und gehört zu den „22 Schreinen“.

Das vormoderne Dorf Kawai (河合村 Kawai-mura) im Kreis Hirose der Provinz Yamato gehörte zum Ende der Edo-Zeit abgesehen von Schrein- und Tempelgütern zum Fürstentum (-han) Kōriyama. Nach der Meiji-Restauration kam der Kreis zu den Präfekturen (-fu/-ken) Kōriyama, Nara, Sakai und Osaka, ab 1887 endgültig zu Nara. Bei der Einführung der modernen Gemeindeformen 1889 wurde es mit zwölf weiteren Dörfern im Kreis Hirose vereinigt. 1897 wurden die Kreise Katsujō, Katsuge, Hirose und Oshimi als Nord- und Süd-Katsuragi reorganisiert, der Kreis Hirose und damit auch Kawai kam zu ersterem.
In den späten 1960er Jahren wurde die New Town West-Yamato (西大和ニュータウン Nishi-Yamato nyūtaun) errichtet, in den 1970er Jahren verdoppelte sich die Einwohnerzahl von Kawai. 1971 wurde Kawai-mura zur -chō.
In der Heisei-Gebietsreform der 2000er Jahre sollten Kawai und sechs weitere Städte aus den Kreisen Nord-Katsuragi und Ikoma zur kreisfreien Stadt Seiwa (西和市 Seiwa-shi, „Stadt West-Wa[shū]=West-Yamato“) zusammengeschlossen werden; aber die Bürger von Ōji und Ikaruga lehnten die Fusion in Volksabstimmungen 2004 mehrheitlich ab und der Plan wurde aufgegeben. Seit den 2000er Jahren ist die Bevölkerungszahl von Kawai rückläufig.

## Verkehr
Durch Kawai führt die Tawaramoto-Linie der Kinki-Japan-Eisenbahn (Kintetsu) mit drei Bahnhöfen auf dem Stadtgebiet. Von Südwesten nach Nordosten teilt die Westliche Na[goya]-[O]saka-Autobahn (Nishi-Meihan jidōshadō) die Stadt, im Nordosten nahe am Yamato-gawa befindet sich die Anschlussstelle Hōryūji (Hōryūji interchange).